# Bathypterois longifilis
Bathypterois longifilis es una especie de pez aulopiforme de la familia Ipnopidae. Habita cerca de Australia y Nueva Zelanda.